# Pithoragarh (huyện)
Huyện Pithoragarh là một huyện thuộc bang Uttarakhand, Ấn Độ. Thủ phủ huyện Pithoragarh đóng ở Pithoragarh. Huyện Pithoragarh có diện tích 7110 ki lô mét vuông. Đến thời điểm năm 2001, huyện Pithoragarh có dân số 462149 người.